# Sorocinsk
Sorocinsk (rus. Сорочинск) este un oraș situat în regiunea Orenburg, Federația Rusă. Orașul este amplasat la altitudinea de 100 m deasupra n.m. la poalele Uralului pe cursul lui Samara la 70 km sud-est de Buzuluk. Orașul se întinde pe o suprafață de 56 km² și avea în 2009, 29.233 loc. Sorocinsk a luat ființă în 1737 și a fost declarat oraș în 1945.
În prezent, datorită exploatării rezervelor de petrol din Rusia, în oraș există o serie de rafinării și fabrici de prelucrare a produselor agricole.